# Eupithecia youngata
Eupithecia youngata là một loài bướm đêm trong họ Geometridae.